# Ampulex ruficollis
Ampulex ruficollis is een vliesvleugelig insect uit de familie van de kakkerlakkendoders (Ampulicidae). De wetenschappelijke naam van de soort is voor het eerst geldig gepubliceerd in 1888 door Cameron.